# Meteor Alert eXcalation
『Meteor Alert eXcalation』とは、開発チームtbn project-x teamによって制作された、無料のコンピュータゲームで3Dカーアクションゲームである。略称MAX
ひたすら続く直線の海上道路を走り続ける3Dゲームである。

## 概要
海上に浮かぶ直線の道路を、飛来する隕石やほかの車かわしながら走り続ける3Dゲームである。スコア制でありゴールは存在せず、タイムや順位を競争する一般的なレースゲームの概念は無い。コースアウトして海に落下するとゲームオーバーとなり、スコアをリセットされスタート地点（0地点）に戻る。
よくレースゲームジャンルに分けられるが、タイム制・順位による勝敗ではなく進んだ距離・スコア制でありゴールも存在しないため、厳密な意味では一般的なレースゲームではない。コースに敵・ライバルが無数に走行しているが、あくまで障害物の扱いである。
操作は一般的な3Dカーアクションゲーム（レースゲーム）と同じである。キーボードを使う場合、カーソルキー（矢印キー）でハンドルを操作し[F]でアクセル[D]でブレーキを操作する。ゲームのオプション設定によりゲームパッドにも対応している。
ゲーム設定の項目が豊富で、使用するパソコンの性能によってゲームのグラフィックの調整や詳細な操作方法の設定ができる。グラフィックの設定に関しては、設定を変更するとゲームが起動しなくなる項目さえ存在する。
なお、ゲームの効果音フォーマットにOgg Vorbisを利用している。

### スコア
特にゴールなどもなく進んだ距離によってスコアを決めるスコア制である。前に進むと高くなっていく加点方式で、スコアはゲーム画面に常に表示される。海に落下すればその時点でのスコアが記録となり、リセットされスタート地点（0地点）に戻る。
ネットワークランキング機能があり、世界中のプレイヤーとスコアのランキングで戦える。　（詳細はネットワークランキングを参照）

## 登場車種
登場車種はプレイヤーと敵・ライバルが使用する2種類のみで、マシンの名前は特に決められていない。どちらもフォーミュラカーのような形をしており、2種類の大きな違いは色と速度でだけで形状はほとんど変わらない。
なおマシンはその2種類の固定であり、他の3Dカーゲーム（レースゲーム）にあるようなマシンを選ぶ機能はない。カスタマイズ（チューニング）機能もない。
マシンにはブースト加速機能とジャンプ機能が付いている。コースが直線でマシンのスピードが速いためハンドリングは悪い。なおマシンはまっすぐ走れず多少左右にぶれる。これは道の隅ギリギリを爆走されないように作者が意図的に付けた機能・仕掛けである 。
敵・ライバルのマシンは、クラッシュするとその場で止まり動かなくなる。

## コース
概要でも説明したが、ひたすら続く直線の海上道路である。道路の終点（ゴール）は無い。コースはこれ1つであり他にコースはない。
（直線である事を除き）他の特徴は
- 上から隕石が降ってくる。
- 一定時間でコースの一部が海に落ちる（崩れる）。
- プレイヤーが通った後は順番に無条件に海に落ちていく。

である。
またスタート時は晴れだが、進むにつれて天候や時間帯なども変わる。変化はランダムではなく一定で決まられた場所で必ず変化する。

## ネットワークランキング
ゲームはオフラインのスコア制であるが、ネットワークランキング機能も備えている。これは世界中のプレイヤーとスコアのランキングで戦える機能である。
インターネットに繋がっていればハイスコアを出した時点でサーバーに接続・送信され、自動的にネットワークランキングに参加できる。インターネットに繋がっていない場合にハイスコアを出した場合でも、次回のゲーム起動時に繋がっていれば送信される。
ランキングに掲載される自分の名前はオプション設定で変更できる。ランキングに記載されるのは1人に付き1つまでで、同一の名前を使っていくつも掲載される事はない。逆に同じ名前を使用しているプレイヤーは同一人物として認識され扱われる。それ（同名だと同一人物と扱われること）を悪用して他人の名前を使いスコアを塗り替えてしまうことが出来てしまうが、防止策として運営側（作者）は各ユーザーの任意でアカウントを発行している。
インターネットに接続できないプレイヤーや（ランキングに）参加したくないプレイヤーのために、オプション設定でランキングへ参加しないようにも設定できる。

## 評価
窓の杜のコーナー「週末ゲーム」では「圧倒的なスピード感でプレイヤーを虜にする超爽快カーアクション」として紹介され、「スピードによる爽快感と一瞬の油断も許さないという心地よい緊張感を同時に味わうことができる」と評価されており、またリアイルタイムで更新されるインターネットランキング機能について「常に他人のスコアを意識しながら緊張感をもってプレイできる」と評されている。
ベクターの「新着ソフトレビュー」では「スピード感溢れる3Dカーアクションゲーム」として紹介され、「車がスピンしたり、他の車と接触したときにはフルブレーキをかけたり、ブーストをロックしたりというサポートAIの機能も、細かくON/OFFが設定できるようになっていて、このあたりも芸が細かい」「ネット接続機能を使ったランキングのリアルタイム更新もおもしろく、さらなる闘志に火をつけられる」と評されている。